# فيليب راب
فيليب راب (بالإنجليزية: Philip Rapp)‏ هو كاتب سيناريو ومخرج أمريكي، ولد في 26 مارس 1907، وتوفي في 23 يناير 1996 في بيفرلي هيلز في الولايات المتحدة.

## وصلات خارجية
- فيليب راب على موقع IMDb (الإنجليزية)
- فيليب راب على موقع ألو سيني (الفرنسية)
- فيليب راب على موقع ميوزك برينز (الإنجليزية)
- فيليب راب على موقع أول موفي (الإنجليزية)
- فيليب راب على موقع قاعدة بيانات الأفلام السويدية (السويدية)
- فيليب راب على موقع كينوبويسك (الروسية)